# 歌川国武
歌川 国武（うたがわ くにたけ、生没年不詳）とは、江戸時代の浮世絵師。

## 来歴
初代歌川豊国の門人。歌川の画姓を称し作画期は文政の頃とされる。文政11年（1828年）建立の豊国先生瘞筆之碑に「国武」の名があり、武重、武光、武虎という門人がいたのが知られる。その他の経歴や作については不明。